# Zusammen!
Zusammen! (Originaltitel: Tillsammans!) ist ein schwedisch-dänisch-italienischer Spielfilm aus dem Jahr 2000. Die Komödie ist die zweite Arbeit des Regisseurs Lukas Moodysson, der 1998 mit Raus aus Åmål einen Überraschungserfolg erzielt hatte.

## Handlung
Stockholm in den 1970er Jahren: Die Hausfrau und Mutter Elisabeth verlässt ihren Mann Rolf, nachdem er sie wiederholt unter Alkoholeinfluss geschlagen hatte, und zieht mit ihren Kindern Eva und Stefan bei ihrem Bruder Göran ein. Dieser lebt mit seiner Freundin Lena in der Kommune Zusammen!. In einem idyllischen Holzhaus in einem Stockholmer Vorort haben sich diverse Aussteiger und Andersdenkende zusammengefunden.
Göran ist zwar formal Chef der Kommune, jedoch viel zu gutmütig und altruistisch, um sich Gehör zu verschaffen. So führt er mit seiner Freundin Lena eine offene Beziehung, diese fühlt sich vom kommunistischen Revolutionär Erik viel besser verstanden, außerdem schwärmt sie ihm von dem Orgasmus vor, den Erik ihr verschaffen konnte. Anna und Lasse hingegen haben sich bereits getrennt, leben jedoch noch gemeinsam mit ihrem Sohn Tet in der Kommune. Während Anna sich mittlerweile für lesbisch hält, versucht Lasse den Annäherungsversuchen des schwulen Mitbewohners Klas zu entkommen. Vervollständigt wird die WG durch die Ökos Signe und Sigvard und ihren Sohn Måne.
In dieses dysfunktionale WG-Leben zieht Elisabeth ein und bringt alles mit ihrer offenen Art durcheinander. Ihr Sohn Stefan kann für die jüngeren Mitbewohner Tet und Måne neue Privilegien erstreiten. Die extrem stille 13-jährige Eva ist von der WG zunächst überfordert, freundet sich jedoch mit dem ebenso schüchternen 14-jährigen Nachbarsjungen Fredrik an, mit dem sie eine extreme Weitsichtigkeit teilt. In der Zwischenzeit versucht Rolf, die Zuneigung von Elisabeth und seinen Kindern zurückzugewinnen.
Nachdem wieder Fleisch auf den Speiseplan der WG Einzug gehalten hat und ein gebrauchter Fernseher angeschafft wurde, ziehen Signe und Sigvard aus, um ihr Glück im Kollektiv Mutter Erde zu versuchen. Erik findet seine gesamten Mitbewohner komplett unpolitisch und wechselt in den Untergrund, nachdem ihm klar wird, dass auch Lena nur körperlich an ihm interessiert ist. Der Rest der WG-Bewohner verträgt sich zusehends, auch Anna und Lasse versöhnen sich schließlich, auch wenn Anna konstant daran scheitert, Elisabeth für sich zu interessieren, während Lasse sich von Klas doch noch zu einem Blow-Job überreden lässt und schließlich mit ihm zusammenkommt.
Mit Hilfe des älteren Birger, der ebenfalls alleine lebt, schafft Rolf es endlich, sich zu ändern. Dennoch stößt er bei Elisabeth weiterhin auf Ablehnung. Nach Elisabeths Standpauke werden Göran die Augen geöffnet, und er setzt Lena kurzerhand vor die Tür. Im Verlauf des Weihnachtsabends lässt sich Elisabeth von Rolf erweichen, so dass alle vergnügt am Weihnachtsmorgen im Schnee Fußball spielen. Und Anna hat mit Fredriks biederer Mutter, die ebenfalls ihren Mann, der sich für sie nicht mehr interessiert, verlassen hat, eine neue potentielle Partnerin gefunden.

## Rezeption
Wie der Vorgängerfilm stieß auch Zusammen! auf insgesamt positive Kritiken. So bewunderte Roger Ebert in der Chicago Sun-Times den stillen Humor und satirischen Rückblick auf die 1970er Jahre sowie die Botschaft, dass letzten Endes doch alle Menschen, so exzentrisch sie auch sein mögen, sich nach etwas mehr Normalität sehnen. Auch Peter Travers schrieb im Rolling Stone, dass es sich um einen menschlichen und heiteren Film handelt, der Lukas Moodysson weiterhin als beachtenswertes Talent darstelle. Auf Rotten Tomatoes hat der Film einen Bewertungsstand von aktuell 90 Prozent positiven Kritiken.

## Bezug zu anderen Filmen des Regisseurs
Der Film weist viele Parallelen mit seinem Vorgänger Raus aus Åmål auf. So spielt dieser zwar im Schweden der Gegenwart, d. h. Ende der 1990er Jahre, dennoch wird auch hier das Beziehungsleben unterschiedlicher Personen, in diesem Fall hauptsächlich Teenager humorvoll und trotzdem einfühlsam betrachtet. Gerade der Aspekt der Homosexualität wird in beiden Filmen angeschnitten, auch wenn er in Raus aus Åmål mehr im Vordergrund steht. Aber auch die Figuren Anna und Lasse müssen in Zusammen! herausfinden, dass es nicht immer nur Willenssache ist, welches Geschlecht man wirklich anzieht und selbst auch anziehend findet. Weitere Gemeinsamkeiten zwischen beiden Filmen ist die etwas satirische Darstellung unterschiedlicher sozialer Schichten und Lebensauffassungen, ohne dass einer der Vorrang gegeben wird. Sind dies in Zusammen! die Kommunenbewohner mit ihren unterschiedlichen Ansichten, die auf die spießigen Nachbarn und den wirklichen Proletarier Rolf stoßen, so sind es in Raus aus Åmål eher die beiden sehr unterschiedlichen Familien und Hintergründe, vor denen Agnes und Elin aufwachsen. Zuletzt kann man vielleicht noch eine weitere Parallele ziehen: Agnes’ Eltern in Raus aus Åmål könnten die Fortsetzung der Bewohner von Zusammen! sein – zurückgerechnet im ähnlichen Alter und teilweise auch mit ähnlichen, vordergründig liberalen, dann aber doch auch bedachten Ansichten.
Der nachfolgende Film Lilja 4-ever stellt jedoch einen Bruch Moodyssons mit seinen beiden ersten Filmen dar. Zwar ist auch dieser ein Blick auf die Realität; durch die Darstellung des Schicksals von Lilya, die nach vielen Schicksalsschlägen in der ehemaligen Sowjetunion schließlich als Prostituierte in Schweden landet, ist dieser Film wesentlich negativer und düsterer. Das Schweden-Bild, das Moodysson hier bietet, ist zwar mit Problemen belasteten, letzten Endes jedoch nicht mit den positiven Bildern aus den beiden Vorgängern zu vergleichen.
Der vereinsamte Birger (gespielt von Sten Ljunggren) ist Mittelpunkt des 1997 erschienenen Kurzfilms Moodyssons Bara prata lite.